# エドマンド・ハモンド (初代ハモンド男爵)

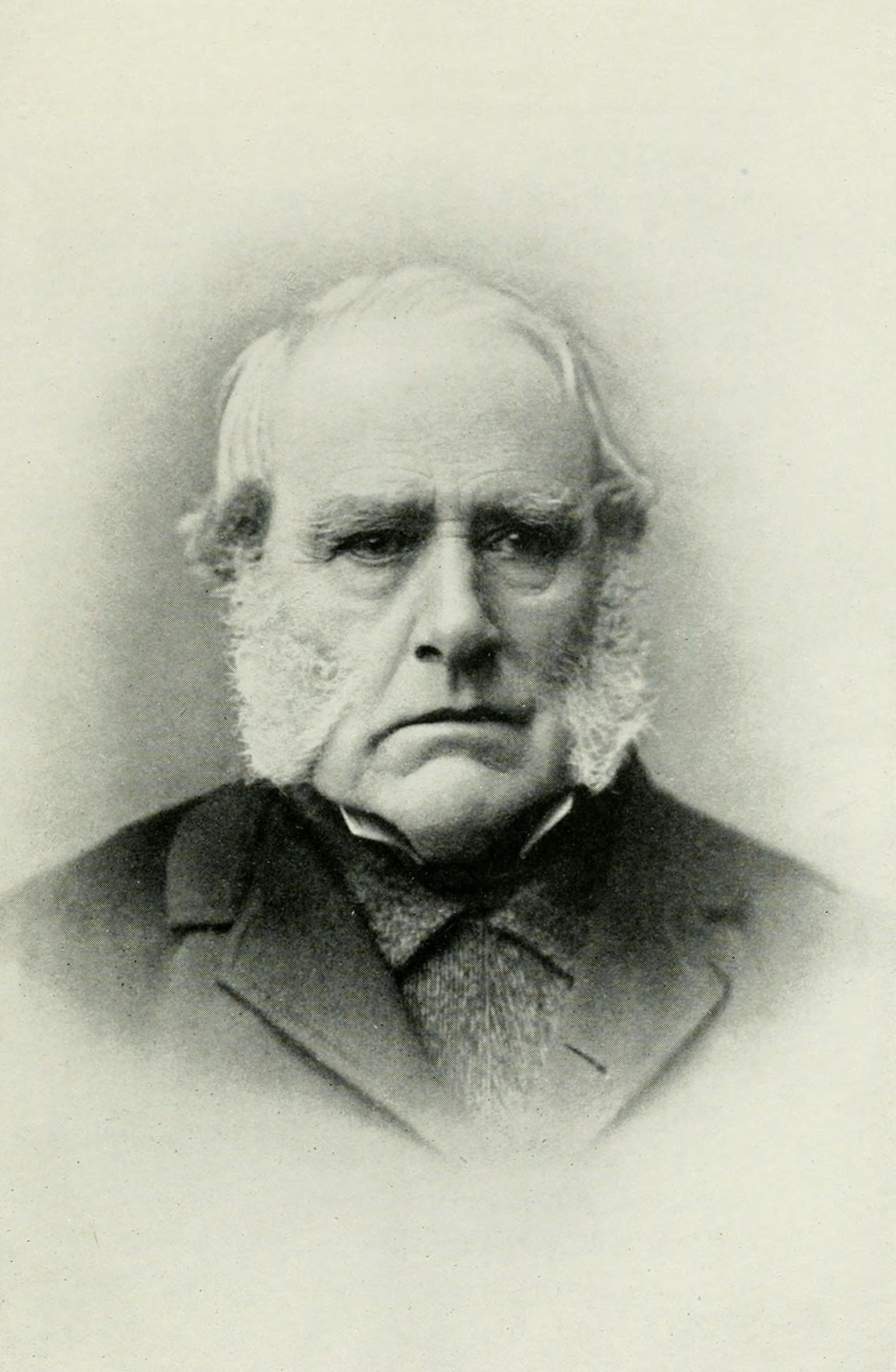
初代ハモンド男爵

初代ハモンド男爵エドマンド・ハモンド（英語: Edmund Hammond, 1st Baron Hammond、1802年6月25日 – 1890年4月29日）は、イギリスの公務員。1824年から1873年までイギリス外務省の公務員であり、うち1854年から1873年までは事務次官を務めた。ヴィクトリア朝のイギリス外務省を代表する人物であり、その在任中に外務省はアマチュアの貴族による主導から脱却し、専門的な官僚が主導するようになった。

## 生涯
外交官ジョージ・ハモンド（1763年 – 1853年）と妻マーガレット（Margaret、旧姓アレン（Allen）、1838年没、アンドルー・アレンの娘）の息子として、1802年6月25日にロンドンで生まれた。1812年から1815年までイートン・カレッジで、1816年にハーロー校で教育を受けた後、1820年1月20日にオックスフォード大学ユニヴァーシティ・カレッジに入学、1823年にB.A.の学位を、1826年にM.A.の学位を修得した。同カレッジでは1824年から1828年までスカラ（scholar）を、1828年から1846年までフェローを務めた。
ユニヴァーシティ・カレッジに在学する傍ら、1823年10月10日より枢密院事務局の秘書官の1人を務め、1824年4月5日には父の親しい友人ジョージ・カニングの後援により外務省秘書官に異動した。
外務省では1831年にストラトフォード・カニングに同伴してコンスタンティノープルに向かい、ギリシャ王国の国境制定やオソン1世のギリシャ王即位に関わった。カニングはハモンドの働きを称え、ハモンドは1832年にカニングがマドリードとリスボンに向かったときも同伴した。その後、ハモンドは外務省東方庁（Oriental Department）の長に昇進し、第3代パーマストン子爵ヘンリー・ジョン・テンプルの外務大臣期（1830年 – 1834年、1835年 – 1841年）の第1次イギリス・アフガン戦争（1839年 – 1842年）やアヘン戦争（1840年 – 1842年）に先立つ交渉でパーマストン子爵に従い、その政策を実施した。パーマストン子爵はホイッグ党所属であり、保守党の第3代マームズベリー伯爵ジェームズ・ハリスは1852年に外務大臣に就任したとき、ハモンドを「あちら側の党派心がとても強い人」（a very strong partisan on the other side）と評している。
外務大臣第4代クラレンドン伯爵ジョージ・ヴィリアーズが妹の夫にあたるジョージ・コーンウォール・ルイスに外務省事務次官への就任を打診して拒否されると、代わりにハモンドの就任（1854年8月10日）が決まった。パーマストン子爵は1855年6月18日の行政改革に関する演説でハモンドの任命を称え、ハモンドの学識についても賞賛した。同1855年2月にジョン・ラッセル卿がウィーンに向かい、クリミア戦争の講和交渉に参加したとき、ハモンドはラッセルに同伴し、その道中でパリとベルリンにも寄った。
パーマストン子爵以降の外務大臣は多くが貴族院議員であり、外務省政務次官に庶民院議員を任命したため、事務次官は自然と実務経験のある官僚が任命される流れになり、『オックスフォード英国人名事典』はハモンドの在任期間に事務次官を専業の外交官から任命する、政権交代に伴う辞任をしない、事務次官が外務省の事務局長になるといった慣例が定着したとしている。この時期の外務省には5つの政治部門があったが、ハモンドがトルコ、アメリカ、フランス、スペインの4部門を支配したため、政務次官はドイツの1部門しか掌握できなかったという。しかし、ハモンドはイギリスの外交政策を制定する役割ではなく、あくまでも外交政策の実行役であり、外務大臣への影響も「すべきだと考えていることを助言する」程度だった。
第8代準男爵サー・スタッフォード・ノースコートとチャールズ・トレヴェリアンによるノースコート＝トレヴェリアン報告書（1854年）で提言された公務員改革に反対した。
1866年6月11日、枢密顧問官に就任した。
1873年10月10日に退官した。1874年3月5日、連合王国貴族であるキングストン＝アポン＝ハルにおけるカーケラのハモンド男爵に叙された。外務省の官僚への叙爵としては初であり、『オックスフォード英国人名事典』はこの叙爵が外務省のアマチュア貴族による主導から脱却と専門化を証明するとしている。貴族院では外務省と関連する議題で頻繁に発言した。
1890年4月29日に南フランスのマントンで死去した。息子がおらず、爵位は廃絶した。死去時点での遺産は6万2千ポンド余りだった。

## 家族
1846年1月3日、メアリー・フランシス・カー（MaryFrances Kerr、1815年7月11日 – 1888年6月14日、ロバート・カー卿の娘）と結婚、3女をもうけた。
- メアリー・ジョージナ（Mary Georgina、1848年1月14日 – 1923年12月12日） - 生涯未婚
- マーガレット・エリザベス（1851年11月26日 – 1924年以降） - 少なくとも1924年まで未婚
- キャサリン・セシリア（Katherine Cecilia、1853年4月2日 – 1904年2月3日） - 生涯未婚

## 関連図書
- West, Sir Algernon (1920). "Sir Henry Maine and Lord Hammond". Contemporary Portraits: Men of My Day in Public Life (英語). London: T. Fisher Unwin. pp. 43–54.